# Nacrita
La nacrita (del persa nakar, nacre) és un mineral que apareix en petits cristalls o fines escates. El seu nom prové del francès Nacre (mare de perles), el al·lusió a la seva lluïssor. És un membre del grup de la caolinita-serpentina.

## Classificació
Segons la classificació de Nickel-Strunz, la nacrita pertany a «09.ED: Fil·losilicats amb capes de caolinita, compostos per xarxes tetraèdriques i octaèdriques» juntament amb els següents minerals: dickita, caolinita, odinita, hal·loysita, hisingerita, hal·loysita-7Å, amesita, antigorita, berthierina, brindleyita, caryopilita, crisòtil, cronstedtita, fraipontita, greenalita, kellyita, lizardita, manandonita, nepouita, pecoraita, guidottiita, al·lòfana, crisocol·la, imogolita, neotocita, bismutoferrita i chapmanita.

## Formació i jaciments
La nacrita s'ha descrit a tots els continents exeptuant l'Antàrtida. L'ambient de formació és el mateix en el que es formen caolinita o dickita. És d'origen hidrotermal. A Catalunya s'ha descrit a les mines Regia i Regia antiga de Bellmunt del Priorat i a la mina Linda Mariquita del Molar.